# Mont Sainte-Victoire văzut dinspre Belvedere
Mont Sainte-Victoire văzut din Bellevue este o pictură în ulei pe pânză realizată în 1895 de artistul francez Paul Cézanne. Subiectul picturii este muntele Sainte-Victoire din Provența, în sudul Franței. Cézanne a petrecut mult timp în Aix-en-Provence la acea vreme și a dezvoltat o relație specială cu peisajul. Acest munte special, care se remarca în cadrul peisajului înconjurător, îl putea vedea din casa lui și l-a pictat în numeroase ocazii.
Mai mult, Cézanne a descris podul de cale ferată de pe linia Aix-Marseille de pe Valea râului Arc, în centrul din partea dreaptă a acestei picturi.
Pictura arată clar proiectul lui Cézanne de a reda ordinea și claritatea scenelor naturale, fără a renunța la realismul optic al impresionismului. Atât lumina, cât și culorile picturii dau impresia unui model care nu este impus naturii, dar există acolo în mod natural.